# New Holstein (Wisconsin)
New Holstein es una ciudad ubicada en el condado de Calumet en el estado estadounidense de Wisconsin. En el Censo de 2010 tenía una población de 3236 habitantes y una densidad poblacional de 498,97 personas por km².

## Geografía
New Holstein se encuentra ubicada en las coordenadas 43°56′57″N 88°5′42″O / 43.94917, -88.09500. Según la Oficina del Censo de los Estados Unidos, New Holstein tiene una superficie total de 6.49 km², de la cual 6.48 km² corresponden a tierra firme y (0.12%) 0.01 km² es agua.

## Demografía
Según el censo de 2010, había 3236 personas residiendo en New Holstein. La densidad de población era de 498,97 hab./km². De los 3236 habitantes, New Holstein estaba compuesto por el 96.45% blancos, el 0.19% eran afroamericanos, el 0.46% eran amerindios, el 0.62% eran asiáticos, el 0% eran isleños del Pacífico, el 1.45% eran de otras razas y el 0.83% pertenecían a dos o más razas. Del total de la población el 3.18% eran hispanos o latinos de cualquier raza.